# Kanton Montbard
Montbard is een kanton van het Franse departement Côte-d'Or. Het kanton maakt deel uit van het arrondissement Montbard.

## Gemeenten
Het kanton Montbard omvatte tot 2014 de volgende 28 gemeenten:
- Arrans
- Asnières-en-Montagne
- Athie
- Benoisey
- Buffon
- Champ-d'Oiseau
- Courcelles-lès-Montbard
- Crépand
- Éringes
- Fain-lès-Montbard
- Fain-lès-Moutiers
- Fresnes
- Lucenay-le-Duc
- Marmagne
- Montbard (hoofdplaats)
- Montigny-Montfort
- Moutiers-Saint-Jean
- Nogent-lès-Montbard
- Quincerot
- Quincy-le-Vicomte
- Rougemont
- Saint-Germain-lès-Senailly
- Saint-Rémy
- Seigny
- Senailly
- Touillon
- Villaines-les-Prévôtes
- Viserny

Door de herindeling van de kantons bij decreet van 18 februari 2014, met uitwerking op 22 maart 2015, werd het uitgebreid met volgende 29 gemeenten:
- Alise-Sainte-Reine
- Boux-sous-Salmaise
- Bussy-le-Grand
- Charencey
- Corpoyer-la-Chapelle
- Darcey
- Étais
- Flavigny-sur-Ozerain
- Fontaines-les-Sèches
- Frôlois
- Gissey-sous-Flavigny
- Grésigny-Sainte-Reine
- Grignon
- Hauteroche
- Jailly-les-Moulins
- Marigny-le-Cahouët
- Ménétreux-le-Pitois
- Mussy-la-Fosse
- Nesle-et-Massoult
- Planay
- Pouillenay
- La Roche-Vanneau
- Salmaise
- Source-Seine
- Thenissey
- Venarey-les-Laumes
- Verdonnet
- Verrey-sous-Salmaise
- La Villeneuve-les-Convers